# Marjorie Whitaker
Marjorie Olive Whitaker, nota anche con lo pseudonimo di Malachi Whitaker (Bradford, 23 settembre 1895 – Skipton, 7 gennaio 1976), è stata una scrittrice inglese, nota per le sue novelle e per la sua autobiografia.
Scrisse circa 100 storie pubblicate dalla Jonathan Cape negli anni venti e trenta.
Ebbe grande fama tra gli autori contemporanei: Vita Sackville-West la paragonò a Katherine Mansfield e la Whitaker si guadagnò il soprannome di "Cechov di Bradford". Dopo la pubblicazione della sua autobiografia, "E così feci" (1939), si ritirò.